# MRT Sat
MRT Sat est une chaîne de télévision publique macédonienne appartenant au groupe Makedonska Radio Televizija (MRT).  
Lancée le 30 avril 2000, elle reprend la plupart des émissions de MRT 1, à l’exception de certains programmes pour lesquels elle ne dispose pas des droits de diffusion pour l’étranger (séries internationales, films, certains événements sportifs). Elle a pour vocation de servir de lien avec la diaspora macédonienne et de vitrine pour le pays. MRT Sat est diffusée par satellite dans de nombreux pays du monde, en Europe, Amérique du Nord et Océanie. Elle appartient à l’union européenne de radio-télévision.

## Histoire
Dans la seconde moitié des années 1990, de nombreux pays des Balkans décident de lancer des chaînes de télévision satellitaires gratuites à destinations de leurs communautés expatriées : HRT Sat (Croatie), BHT Sat (Bosnie-Herzégovine), RTS Sat (Serbie) et TV CG Sat (Monténégro) font figure de pionnières, bientôt suivies par TVS 1 (Slovénie) et RTK 1 (Kosovo). Seule la Macédoine ne dispose pas encore de déclinaison internationale de sa chaîne publique. Le 30 avril 2000, la radio-télévision macédonienne remédie à cet état de fait en lançant MKTV Sat (rebaptisée MRT Sat en 2012).
La grille des programmes de MRT Sat colle au plus près à celle de MRT 1, tout en excluant les séries, films et événements sportifs pour lesquels elle ne dispose pas de droits de diffusion pour l’étranger. Ces émissions sont remplacées par des émissions issues soit du catalogue de MRT 1 (documentaires, clips…) soit de MRT 2. MRT Sat est ainsi une chaîne de format généraliste, intégrant à sa grille journaux télévisés (dnevnik), jeux, magazines et variétés.